# 出川香澄
出川 香澄（でがわ かすみ、1972年〈昭和47年〉 - 2001年〈平成13年〉7月28日）は日本の女性カメラマン。1972年、石川県生まれ。日本大学卒業。
ファッション雑誌を中心に活躍し、ひとつぼ展などに入賞経歴を持つ。
2001年7月28日、中国雲南省で長距離バスに乗車中、転落事故に遭い他界。